# Tristar Gym
Tristar Gym é um centro de treinamento de artes marciais mistas localizada em Montreal, Quebec, Canadá. Os treinadores do ginásio incluem o ex-Campeão Mundial de Kickboxing Conrad Pla, Firas Zahabi e Bruno Fernandes.

## Lutadores
- Georges St. Pierre
- Kenny Florian[2]
- Miguel Torres
- Hatsu Hioki[3]
- David Loiseau
- Patrick Côté
- Denis Kang
- Rory MacDonald
- Tom Watson
- Andy Main
- Nick Denis
- Kenneth Tong
- John Makdessi[4]
- Ivan Menjivar
- Yves Jabouin
- Mark Bocek
- Francis Carmont
- Rick Hawn
- Anthony Smith
- Mike Ricci
- Ryan Ford
- Robert Whitaker
- Alex Garcia
- Joseph Duffy